# Saint-Simon-de-Bordes
Saint-Simon-de-Bordes – miejscowość i gmina we Francji, w regionie Nowa Akwitania, w departamencie Charente-Maritime.
Według danych na rok 1990 gminę zamieszkiwało 648 osób, a gęstość zaludnienia wynosiła 46 osób/km² (wśród 1467 gmin regionu Poitou-Charentes Saint-Simon-de-Bordes plasuje się na 463. miejscu pod względem liczby ludności, natomiast pod względem powierzchni na miejscu 629.).